# 2017 au Canada
Pour un article plus général, voir Chronologie du Canada.
Cet article traite des événements qui se sont produits durant l'année 2017 au Canada.

## Évènements

### Janvier 2017
- 29 janvier : tuerie dans une mosquée à Québec au Québec causant six morts et plusieurs blessés[1].

### Mars 2017
- 18 mars : Jason Kenney est élu chef de l'Association progressiste-conservatrice de l'Alberta[2].

### Avril 2017
- 1er au 9 avril : Ligue mondiale de hockey sur gazon féminin (2016-2017) à Vancouver.
- 3 avril : élection partielle fédérale dans les circonscriptions de Saint-Laurent ( Québec), Markham—Thornhill et Ottawa—Vanier ( Ontario), Calgary Heritage et Calgary Midnapore ( Alberta). Le résultat se solde par un statu quo pour les partis politiques.
- 5 avril jusqu'à la fin du mois : inondations dans l'Est du Canada, le Québec étant le plus touché. Deux personnes sont mortes et 2 720 ont été forcées de quitter leurs domiciles[3]. La ville de Montréal a déclaré l'état d'urgence[4].

### Mai 2017
- 2 mai :
  - Stéphane Dion, se prononce sur l'élection présidentielle française. Il annonce la préférence du Canada pour un candidat favorable à l'Union Européenne[5].
  - des scientifiques missionnés par le gouvernement canadien affirment que morses et caribous sont menacés de disparition en Arctique[6].
- 9 mai : élections générales britanno-colombiennes de 2017
- 27 mai : course à la direction du Parti conservateur du Canada de 2017, Andrew Scheer est élu chef du Parti conservateur du Canada[7].
- 31 mai (jusqu'au 4 juin) : Coupe des nations de saut d'obstacles à Langley

### Juillet 2017
- 1er juillet : Célébration du 150e anniversaire du Canada.

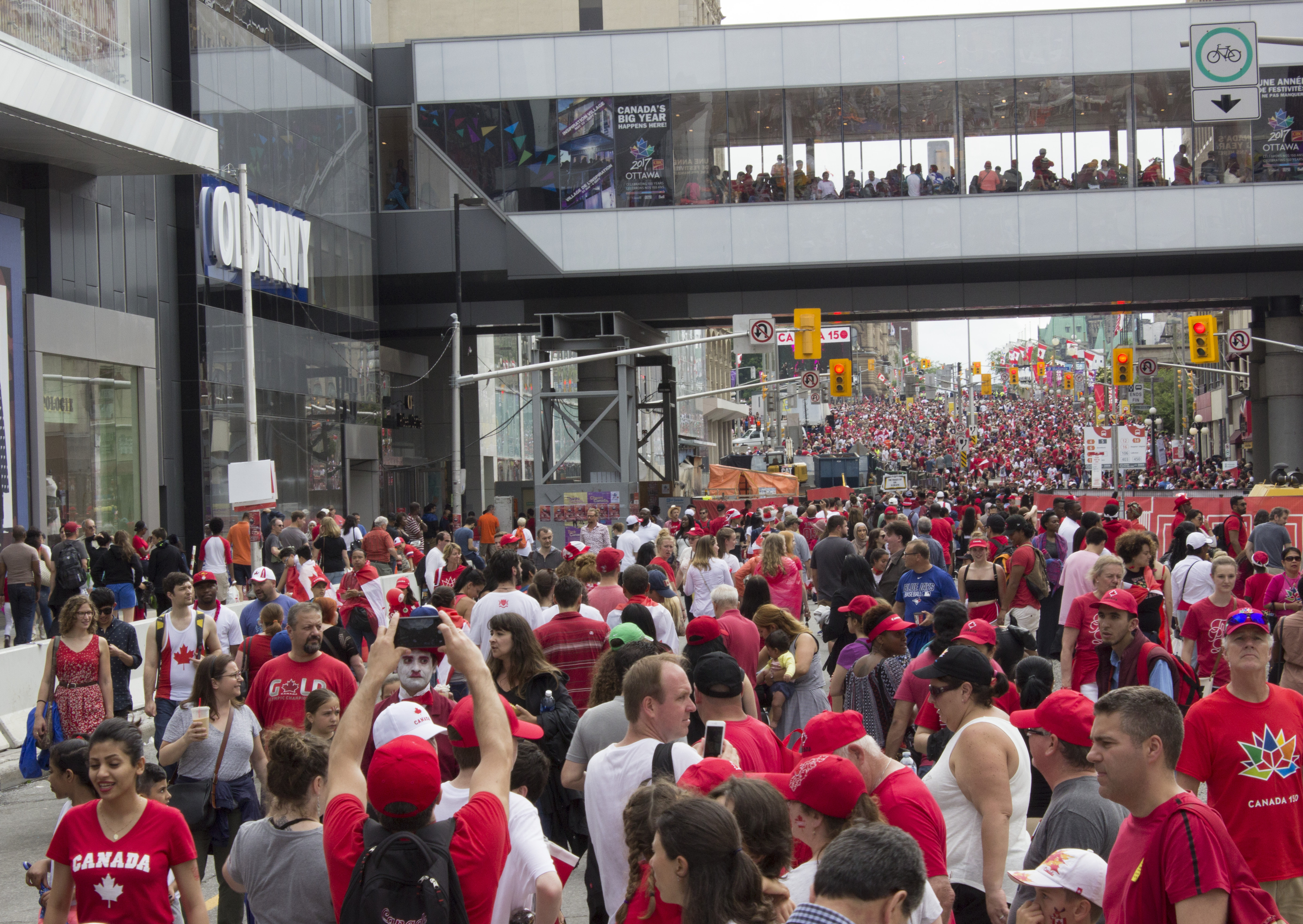
Célébration du 150e anniversaire du Canada à Ottawa lors de la fête du Canada

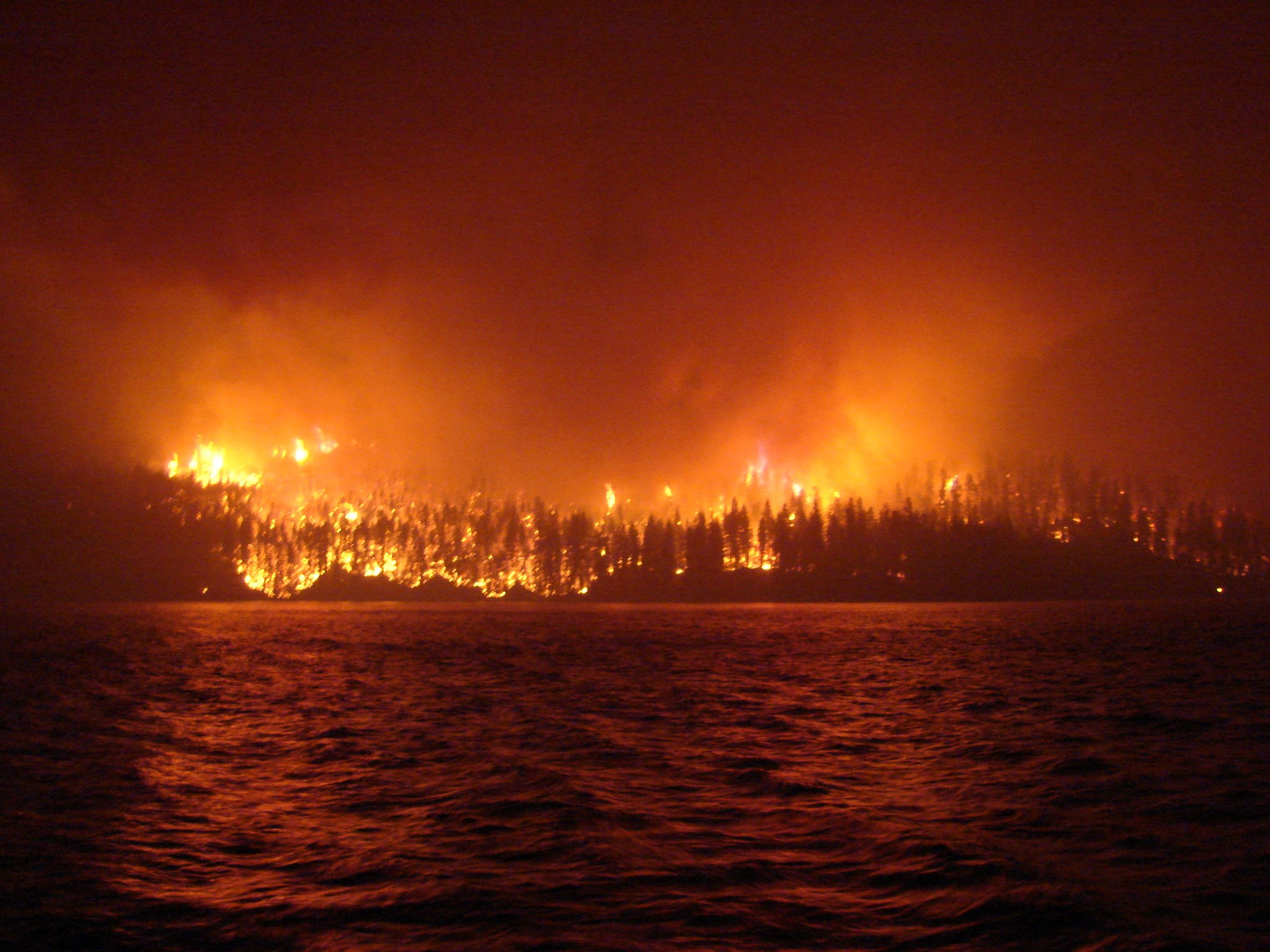
Feux de forêt sur la réserve d'Ashcroft en Colombie-Britannique le 16 juillet

- 6 juillet : Début des feux de forêt en Colombie-Britannique qui ont forcé l'évacuation de 39 000 personnes, a brûlé 1 212 336 hectares et détruit au moins 305 bâtiments.
- 18 juillet : Signature de l'Entente sur la gouvernance de la Nation crie.
- 28 juillet : Ouverture des

### Août 2017
- 19 au 21 août : Championnats du monde de duathlon à Penticton
- 23 août : Championnats du monde de triathlon cross à Penticton
- 25 août : Championnats du monde d'aquathlon à Penticton

- Incendies de forêt historiques en Colombie-Britannique[8].

### Septembre 2017
- 8 septembre : Première édition du Ultra-Trail Harricana du Canada à La Malbaie.

### Octobre 2017
- 1er octobre : Jagmeet Singh gagne la course à la direction du Nouveau Parti démocratique, devenant ainsi la première minorité visible et le premier Sikh à mener un parti politique fédéral majeur au Canada.

### À Surveiller
- Coupe du monde de marathon FINA de nage en eau libre aux lacs Saint-Jean et Mégantic
- Défi mondial junior A à Truro

## Décès en 2017
- 1er janvier : Yvon Dupuis (à 90 ans), homme politique fédéral et provincial du Québec
- 2 janvier : Tom Harpur (à 87 ans), auteur, animateur de télévision, journaliste et théologien
- 3 janvier : Mike Buchanan (en) (à 84 ans), joueur de hockey sur glace
- 25 janvier : Marcel Prud'homme (à 82 ans), homme politique et sénateur
- 26 janvier : Raynald Guay (à 83 ans), homme politique
- 28 janvier : Sang Chul Lee (en) (à 92 ans), modérateur de l'Église unie du Canada
- 31 janvier : Rob Stewart (à 37 ans), réalisateur et photographe animalier
- 19 février : Bob White (à 81 ans), syndicaliste, président-fondateur des Travailleurs canadiens de l'automobile et président du Congrès du travail du Canada
- 22 février : John McCormack (en) (à 91 ans), joueur de hockey sur glace
- 27 février : Pierre Pascau (à 78 ans), animateur de radio
- 10 mars : Richard Wagamese (à 61 ans), auteur et journaliste ojibwé
- 13 mars : Ed Whitlock (en) (à 86 ans), coureur
- 15 mars : Laurent Laplante (à 83 ans), journaliste et écrivain
- 20 mars : Betty Kennedy (en) (à 91 ans), journaliste, écrivaine et sénatrice
- 21 mars : Bill Rompkey (en) (à 80 ans), homme politique et sénateur
- 25 mars : Gary Doak (en) (à 71 ans), joueur de hockey sur glace
- 27 mars : Beau Dick (en) (à 61 ans), artiste kwakwaka'wakw
- 28 mars : Janine Sutto (à 95 ans), actrice
- 9 avril : Bill Sutherland (en) (à 82 ans), joueur de hockey sur glace
- 11 avril : Mark Wainberg (à 71 ans), biologiste et militant
- 20 avril : Paul Hébert (à 92 ans), acteur, metteur en scène et directeur de théâtre
- 25 avril : Sasha Lakovic (en) (à 45 ans), joueur de hockey sur glace
- 27 avril : Peter George (à 75 ans), économiste et administrateur d'université
- 2 mai : Paul MacEwan (à 74 ans), homme politique provincial de la Nouvelle-Écosse
- 8 mai : John David Molson (à 88 ans), homme d'affaires, président des Canadiens de Montréal
- 10 mai : Ted Hibberd (à 91 ans), joueur de hockey sur glace
- 13 mai : Marcel Pelletier (en) (à 89 ans), joueur de hockey sur glace
- 17 mai : Michael Bliss (à 76 ans), historien et biographe
- 21 mai : Bill White (à 77 ans), joueur de hockey sur glace
- 31 mai : Diane Torr (à 68 ans), artiste transgenre
- 8 juin : Sam Panopoulos (à 82 ans), cuisinier et homme d'affaires
- 14 juin : Don Matthews (à 77 ans), joueur et entraîneur de football
- 27 juin : Ric Suggitt (à 58 ans), entraîneur de rugby
- 29 juin : Dave Semenko (à 59 ans), joueur de hockey sur glace
- 5 juillet : John Rodriguez (à 80 ans), homme politique
- 12 juillet : Tod Sloan (en) (à 89 ans), joueur de hockey sur glace
- 16 juillet : George A. Romero (à 77 ans), réalisateur, scénariste, acteur et auteur
- 17 juillet : Harvey Atkin (à 74 ans), acteur
- 28 juillet : Maurice Filion (à 85 ans), entraîneur et diracteur-gérant de hockey sur glace
- 12 août : Bryan Murray (à 74 ans), entraîneur de hockey sur glace et directeur-général des Sénateurs d'Ottawa
- 21 août : Boris Spremo (en) (à 81 ans), photographe
- 10 septembre : Pierre Pilote (à 85 ans), joueur de hockey sur glace
- 12 septembre : Allan MacEachen (à 96 ans), homme politique et ministre des Finances
- 30 septembre : Monty Hall (à 96 ans, acteur, chanteur et journaliste sportif
- 16 octobre : John Dunsworth (à 71 ans), acteur
- 17 octobre : Gord Downie (à 53 ans), chanteur, musicien et écrivain
- 29 octobre : Richard Hambleton (à 65 ans), peintre et graffeur